# هودوغايا-كو، يوكوهاما

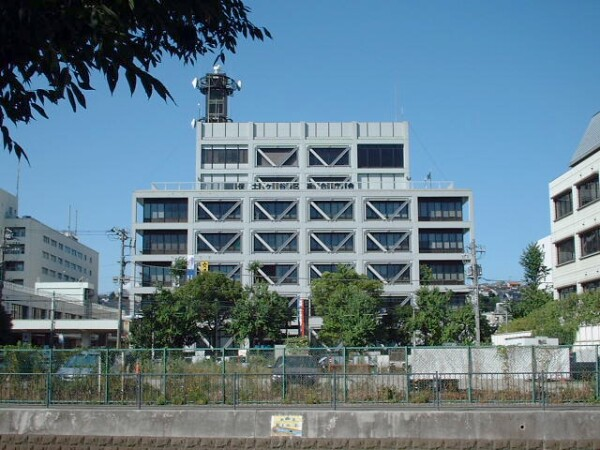
مكتب بلدية هودوغايا

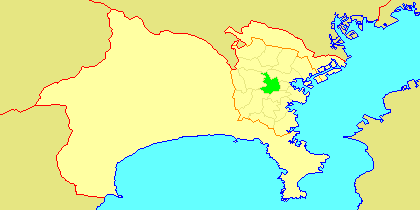
خارطة بلدة هودوغايا-كو التابعة لمدينة يوكوهاما

هودوغايا (باليابانية:保土ケ谷区)، هي بلدة يابانية تابعة لمدينة يوكوهاما، بلغ عدد السكان نحو 205,887 ألف نسمة حسب إحصاء سنة 2010.

## أعلام
- ماساكي كويكي
- تومويا ياغي

## مواقع خارجية
- Yokohama Business Park in English
- Yokohama National University
- Hodogaya Ward Office Official Website in English
- City of Yokohama statistics